# BBC Radio 1
A BBC Radio 1 é uma rede britânica de emissoras de rádio pertencente à BBC. Tematicamente está dedicada a música popular e jovem, sendo dirigida especialmente ao público de 16 a 24 anos de idade.

## Programação

Antigo logotipo da BBC Radio 1.

estes são os programas que se encontram em sua programação, classificados por tipo de música:

### Daytime
- The Breakfast Show with Nick Grimshaw
- Jo Whiley
- Edith Bowman
- Scott Mills
- Dev
- Vernon Kay
- Sara Cox
- Greg James
- The Chart Show with Regie Yates
- Ferne Cotton
- Annie Mac's Mash-Up
- The Radio 1 Surgery
- BBC Switch

### Dance
- Pete Tong
- Pete Tong's In New Music We Trust
- Essential Mix
- B.Traits
- Judge Jules
- Dave Pearce
- Radio 1's After Show com o Trophy Twins.
- Eddie Halliwell
- In New DJs We Trust
- Annie Nightingale
- Mary Anne Hobbs
- Rob da Bank
- Fabio & Grooverider
- Zane Lowe

### Rock
- Zane Lowe.
- Colin Murray
- Steve Lamacq's In New Music We Trust
- Jo Whiley's In Live Music We trust.
- The Radio 1's Punk Show
- Radio 1's Rock Show
- Huw Stephens introducing...
- Bethan & Huw em Wales.
- Rory McConnell na Irlanda do Norte.
- Vic Galloway na Escócia.

### Hip-Hop e R&B
- Tim Westwood's In New Music We Trust.
- Westwood
- 1Xtra Takeover
- Fabio & Grooverider.
- Bobby Friction & Nihal
- Goldfinger
- Ras Kwame
- Gilles Peterson
- Trevor Nelson
- Zane Lowe

### Experimental
- Gilles Peterson.
- Mary Anne Hobbs.
- Rob Da Bank.
- Huw Stephens.
- Ras Kwame.
- Annie Nightingale.